# Freddie Spencer
Freddie Spencer (Shreveport, 20 de dezembro de 1961), conhecido pelo apelido de Fast Freddie, é um ex-motociclista norte-americano bicampeão da MotoGP na década de 80.
Em 1999, Freddie Spencer foi introduzido no Motorcycle Hall of Fame.